# بال‌های امید
بال‌های امید (آلمانی: Julianes Sturz in den Dschungel) فیلمی در ژانر مستند به کارگردانی و نیز نقش‌آفرینی ورنر هرتسوک است که در سال ۲۰۰۰ منتشر شد.